# Gary Smulyan
Shorty Rogers (Oyster Bay, 1956. április 4. –) amerikai baritonszaxofonos.

## Pályakép
Gary Smulyan a Hofstra University-n tanult New Yorkban. Az 1970-es évek végén Woody Herman „Fiatal mennydörgők csordájában” dolgozott. Amellett saját együttese volt Roland Hannával, Ray Drummonddal és Kenny Washingtonnal. Játszott a Vanguard Jazz Orchestra, Mel Lewis Big Band (1988/89), Dave Holland Big Band, Charles Mingus Big Band (1994) tagjaként, Jan Menu és a Dizzy Gillespie All Star Big Band együttesekben is.
Smulyanra a legnagyobb hatása Pepper Adams játéka volt, amikor Adams meghalt, Smulyan felvett egy albumot Homage címmel a szaxofonos szerzeményeiből. A lemezfelvételen Gene Harris, Mike LeDonne, Renée Manning és Bob Schneiderman vett részt.
2006 óta Smulyan a Massachusetts állambeli Berkshire Hills Music Academy oktatója.

## Albumok
- The Lure of Beauty (1991)
- Homage (1993)
- Saxophone Mosaic (1994)
- Gary Smulyan with Strings (1996)
- Blue Suite (1999)
- The Real Deal (2003)
- Hidden Treasures (2006)
- More Treasures (2007)
- High Noon (2008)
- Smul's Paradise (2012)
- Bella Napoli with Dominic Chianese (2013)
- Royalty at Le Duc (2017)
- Alternative Contrafacts (2018)

## Fontosabb díjai
- Az év győztese 2022: Down Beat kritikusok díja: az Év legjobb baritonszaxofonosa
- Az év győztese 2021: JazzTimes kritikusok díja: az Év legjobb baritonszaxofonosa
- Az év győztese 2016: Down Beat kritikusok díja
- Az év győztese 2015: Down Beat kritikusok díja
- Az év győztese 2014: JazzTimes kritikusok díja: az Év legjobb baritonszaxofonosa
- Az év győztese 2009 and 2011: Down Beatkritikusok díja: az Év legjobb baritonszaxofonosa